# Jerry Lee Lewis: Trouble in Mind
Jerry Lee Lewis: Trouble in Mind es un documental de 2022 sobre el cantautor estadounidense Jerry Lee Lewis dirigido por Ethan Coen y editado por Tricia Cooke.

## Argumento
Con una duración de 74 minutos, el documental combina entrevistas preexistentes con Lewis en diferentes etapas de su vida y carrera con imágenes de actuaciones y entrevistas con otras personas como Myra Lewis Williams, su exesposa y prima, y el cantante de country Mickey Gilley, quien también era su primo.

## Producción
T-Bone Burnett se acercó a Coen y Cooke durante la pandemia de COVID-19 con la idea de hacer un documental de archivo con un proceso que podría llevarse a cambo desde casa. Coen describió la idea como «demasiado convincente para rechazarla». En una entrevista con Associated Press, Cooke lo describió como «como un proyecto de película casera».

## Recepción
Peter Bradshaw en The Guardian dijo que era «disfrutable por completo» y que «hace algo que muy pocas películas pueden hacer: te hace sonreír de placer». The Hollywood Reporter lo describió como un «video mixtape repleto de actuaciones que muestran cómo incluso un hombre que rara vez escribía sus propias canciones podía ganarse un lugar en el panteón del rock and roll. Y eso es literalmente todo lo que es... Coen no hace ningún esfuerzo por aclarar la mitología [en torno a Lewis]... Trouble in Mind puede atraer principalmente a los fanáticos del rock de raíz y a los supercompletistas de los hermanos Coen». Owen Gleiberman en Variety reconoció que Coen «utiliza casi nada más que viejas actuaciones y clips de entrevistas televisivas», pero que «los combina ingeniosamente, sincronizándolos con sus propios centros de placer y los nuestros».

## Estreno
La película se proyectó en el Festival de Cine de Cannes de 2022 el 22 de mayo de 2022.